# نجم الدين الواعظ
نجم الدين بن ملا عبد الله المعاضيدي الشهير بالواعظ من عشيرة المعاضيد الشمرية القاطنة في قرية المعاضيد في نواحي قضاء عنه في محافظة الأنبار غرب العراق وهو مفتي، وفقيه، وعالم موسوعي، من أهل بغداد، ولد في منطقة الكرخ بمحلة سوق حمادة عام 1298 هـ/1880م.

## دراسته وإجازاته
درس الشيخ نجم الدين أوليات العلوم على مشاهير علماء بغداد في مدرسة أبي حنيفة النعمان وفي الحضرة القادرية، ومنهم الشيخ عباس أفندي القصاب، ثم أنتقل للدراسة عند الشيخ غلام رسول الهندي، وهو الذي لقبه بالواعظ، قبل أن تبرز فيه موهبة الوعظ. ولقد أكمل دراسته العلمية عند الشيخ عبد الوهاب النائب وحصل منه على الإجازة العلمية في علوم المنقول والمعقول، كما حصل على إجازة الحديث دراية ورواية من شيخ الحديث في الشام الإمام المحدث بدر الدين المغربي.

## أعماله ووظائفه
بعد فراغه من حياة التلمذة تصدر للتدريس المؤهل له في جامع عادلة خاتون، ثم مدرسة نائلة خاتون الشرعية الكائنة مقابل جامع الحيدرخانة والتي أندرس أثرها، ثم عين إماماً وخطيباً وواعظاً في جامع حنان بجانب الكرخ عام 1922م، ثم تصدر للتدريس في مدرسة الرواس ثم المدرسة الوفائية في عام 1946م، ثم عين واعظاً وخطيباً في جامع مرجان عام 1947م،  وعمل مدرساً في جامع العدلية الكبير، وأنتقل بعدها إلى مدرسة جامع القبلانية الشهير في عام 1956م، الواقع مقابل المدرسة المستنصرية، ثم نقل بعد ذلك إلى جامع الإمام الأعظم في الأعظمية وعين مدرساً في كلية الشريعة، ثم إلى جامع العسافي قرب داره في شارع الضباط في حي الشماسية ببغداد، وظل يزاول عمله فيه حتى أحيل على التقاعد عام 1965م، وكان له مجلس للوعظ في جامع العسافي يختلف إليهِ العلماء والأدباء، ولهُ الكثير من المؤلفات الإسلامية.

وكان عضواً في هيئة إدارة جمعية الهداية الإسلامية ورئيساً لجمعية الآداب الإسلامية وانتخب رئيساً لرابطة علماء العراق بعد الشيخ عبد القادر الخطيب، كما شغل منصب الإفتاء للديار العراقية.

## من أهم إنجازاته
- عضو هيئة إدارة جمعية الهداية الإسلامية.
- رئيس جمعية الآداب الإسلامية.
- أنشا مسجداً في منطقة الصليخ القديم باسم جامع الآداب الإسلامية.
- جددت جمعية الآداب الإسلامية في عهده بناء جامع كاظم باشا في منطقة الفحامة شمال الأعظمية.
- أنتخب عضواً في المجلس العلمي ثم عضواً في المجلس الأعلى ثم أستقال منه.

## حياته
كان الشيخ نجم الدين شخصية ذات صلات بالعشائر العراقية، وكانت لهُ ملازمة لشخصيات عراقية معروفة في الكرخ ولهُ منزلة كبيرة في نفوسهم، وكان يدعو الناس لخوض التظاهرات في وقت الأزمات ويشحذ الهمم ومن أبرز مواقفه المشهودة يوم حث الناس للتظاهر في ثورة مايس عام 1941م، وكان في وقتها نائبا لرئيس جمعية الدفاع عن فلسطين، ورشح نائباً عن منطقة الكرخ في أول مجلس نيابي في العراق فرفض ذلك خشية أن ينصرف إلى شؤون الدنيا والأمور السياسية، وأنتخب الشيخ نجم الدين رئيساً لجمعية رابطة علماء العراق، فرفض ذلك وتفرغ للدراسة والتأليف والدعوة والوعظ. كما سافر مرات عديدة إلى مصر والحجاز والشام وله علاقة أخوية ومذكرات منوعة مع علماءها، ومن العلماء الذين تتلمذوا عنده وأخذوا دروس العلم والوعظ عليه الشيخ الدكتور حارث الضاري أمين عام هيئة علماء المسلمين، والشيخ أحمد حسن الطه إمام وخطيب جامع الإمام الأعظم. ومن أولادهِ الدكتور الطبيب مكي الواعظ.

## من أقواله
ومن أقواله: (ليس المسلم الحق انانيا ينحر مصلحة الأمة من أجل مطمعه الدنيء).
كما عرف عنه بتأثيره الكبير على سامعيهِ فأحبوه وحرصوا على حضور مجالس وعظهِ في مساجد بغداد وبخاصة في شهر رمضان، وكان يفتتح دروسه التعليمية بعد البسملة والقراءة ببيت من الشعر مشهور هو:

## علاقته مع الملك فيصل الأول
في عام 1922 أقدم الشيخ نجم الدين على الحج، وكان الحج يستغرق شهورا وعلى الجمال، وبعد اداء الحج، جرى لهُ استقبال كبير في سوق حمادة ومنطقة الكرخ مهنئين بالحج والعودة السالمة، وكان المندوب السامي البريطاني يلاحظ مدى شعبية المحتفى به، فسأل عنه، وعلم إنه نجم الدين الواعظ، وفي حينها كانت النية بتشكيل الحكومة الجديدة، فاستدعاه وبحضور الملك فيصل الأول، وأقترح عليهِ استلام وزارة الأوقاف أو القضاء، فاجابه بالاعتذار لأنه يفضل خدمة أبناء بلدهِ بالتدريس والإرشاد، بعد ذلك استدعاه الملك فيصل الأول، وقال لهُ: (لو كنت قد رضيت باقتراح المندوب السامي لصغرت بنظري، وطالما انك اعتذرت فكبرت بنظري)، واقترح عليهِ أن يكون مستشاراً للبلاط والعائلة المالكة، فقبلها بكل ترحاب، وصار مقرباً من العائلة. وعند مقتل الملك غازي بحادث السيارة، طلبت الملكة عالية أن يقوم الشيخ نجم الدين بغسلهِ وتكفينه والصلاة عليهِ ودفنه في المقبرة الملكية. وفي عام 1945 طلبت منهُ الملكة عالية أن يحج بالأنابة عن الملك غازي، فقبلها بكل سرور، فحج حج الإنابة، وبذلك يكون قد حج مرتين، الأولى بواسطة الجمال، والثانية بالطائرة.

## وفاته
توفى الشيخ نجم الدين الواعظ في منتصف ليلة السادس من شهر صفر عام 1396 هـ/ 7 شباط 1976م. وأذيع نبأ وفاته في إذاعة بغداد وحضر الكثير من علماء العراق إلى دارهِ في الأعظمية، وشيع بموكب مهيب من موقع داره إلى جامع الإمام الأعظم حيث صلى عليه صلاة الجنازة جمع غفير من أهالي بغداد، ثم شيع إلى مثواه الأخير في مقبرة الشيخ معروف الكرخي في حجرة مصلى الجنائز. واقيم مجلس العزاء في جامع الإمام الأعظم وتبارى العلماء والخطباء في تأبينهِ، وقد اقيمت عدة مجالس للعزاء لهُ في مختلف انحاء العراق.
ذكرت مجلة ألف باء البغدادية في صفحة (للناس حكايات وحكايات للناس) تحت عنوان: غياب أشهر وجه رمضاني في بغداد، حيث تقول: (يغيب وجه رمضاني شهير كان أهالي بغداد يستمعون اليه في عدد من مساجد العاصمة، وهو يعظ الناس ويتحدث إليهم بحلاوة لسان ونفس طويل في شتى الامور الدينية والدنوية)، حيث كانت الجلسات الرمضانية ببغداد تستمر والمناقشات تطول.

## من مؤلفاته
لهُ مؤلفات وتحقيقات معظمها مخطوط لم يطبع ومنها:
- الدين الحنيف - طبع في بغداد عام 1954م.
- الاعتصام - الحاوي على توجيهات نافعة في الفقه والأخلاق والدين - طبع في مطبعة الأمة، بغداد - 1975.
- غاية التقريب شرح نداء المجيب.
- تأريخ علماء بغداد.
- بغية السائل شرح منظومة العوامل (لعبد الوهاب النائب).